# タホ川

タホ川（タホがわ、スペイン語: el Tajo, 発音: [ˈtaxo]）またはテージョ川（ポルトガル語: o Tejo, 発音: [ˈtɛʒu] テージュ）は、イベリア半島中央部を西に向かって流れて大西洋に注いでいる河川。全長はイベリア半島最長、流域面積はイベリア半島第2位の河川である。

## 地理
その全長は文献によって異なるが、ブリタニカ百科事典は1,007kmとしており、スペイン領を716km、スペイン＝ポルトガル国境を47km、ポルトガル領を275km流れてからリスボン都市圏で大西洋に注ぐ。流域面積は80,600km2であり、ドゥエロ川（ドウロ川）に次いでイベリア半島第2位である。季節による流量差が大きく、春季と流量が乏しい夏季で約10倍の差がある。
流域の経済は牧畜などの農業が主体である。1970年代までには水力発電や灌漑を目的としたダムが数多く建設された。ダムが多い場所では流れがとても細くなるが、アルモーロル城を過ぎると広大な沖積谷に入り、しばしば氾濫をおこす。港町のリスボン周辺には巨大な河口が形成されている。主要な支流にはハラマ川、アルベルチェ川、アラゴン川などがある。主要な支流はすべてが右岸（北側）から合流する。
流域にはコルクガシの森林、硬葉樹林、低木林、耕地、草地およびイベリアカタシロワシ、ボネリークマタカ、ナベコウ、クロコンドル、エジプトハゲワシ、ノガン、ユーラシアカワウソ、ミドリカナヘビなどの典型的な地中海地域の動物相があり、2016年にユネスコの生物圏保護区に指定された。

### 主要な沿岸都市
スペイン
- アランフエス
- トレド
- タラベーラ・デ・ラ・レイナ
- アルカンタラ

ポルトガル
- アブランテス
- サンタレム
- アルマダ
- リスボン

### 地質
タホ川/テージョ川下流部は断層線上にあり、断層のずれは過去に数多くの地震を起こしている。もっともよく知られた地震は1309年の地震、リスボン地震 (1531年)、リスボン地震 (1755年)などである。

## 流路

### スペイン

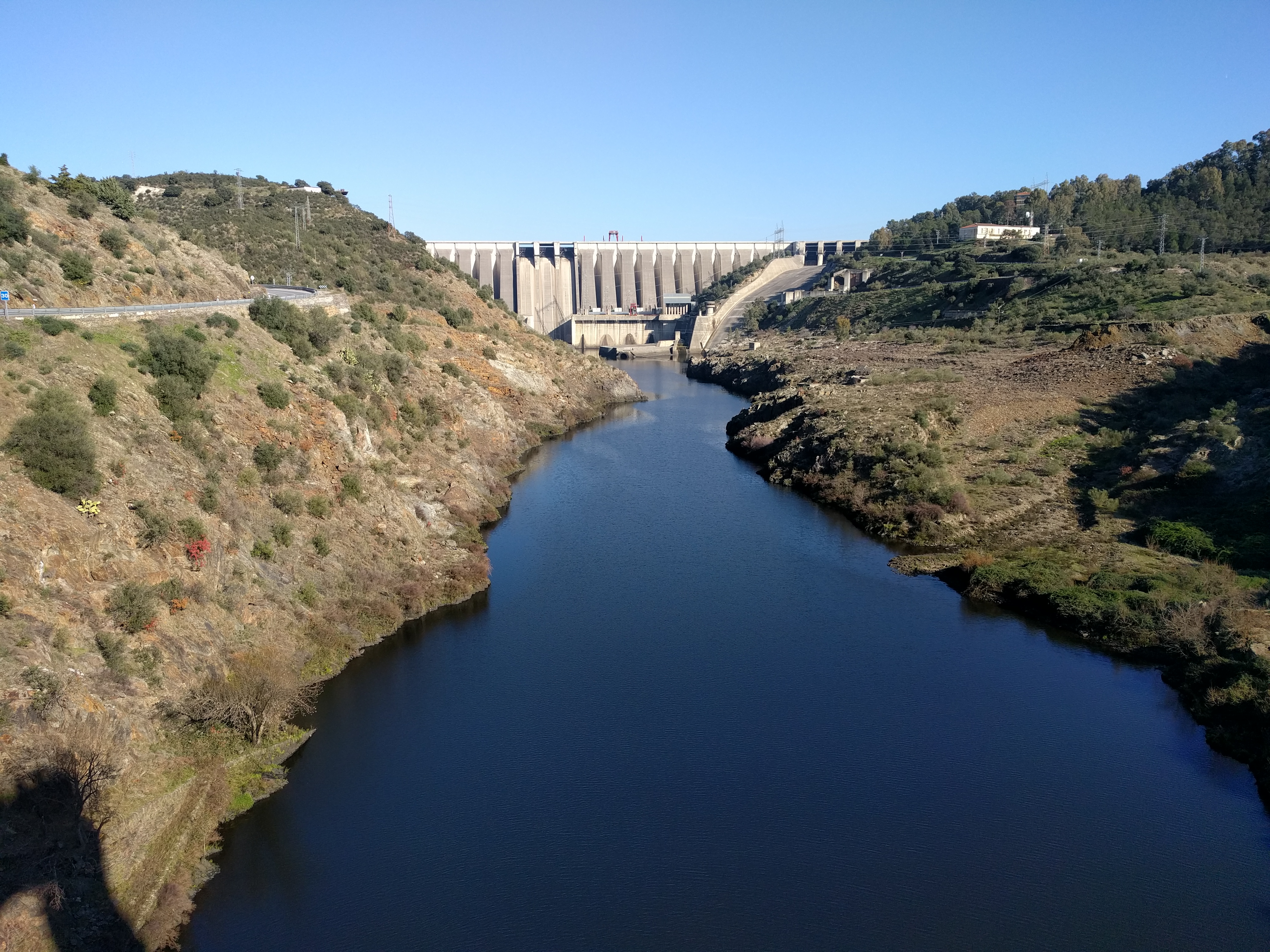
アルカンタラ・ダム

タホ川の水源はイベリコ山系ウニベルサーレス山地にあり、行政区域としてはスペインのアラゴン州テルエル県フリアス・デ・アルバラシンである。テルエル県とカスティーリャ＝ラ・マンチャ州クエンカ県の県境を北西に向かって流れ、その後クエンカ県とグアダラハラ県の県境をやはり北西に向かって流れる。

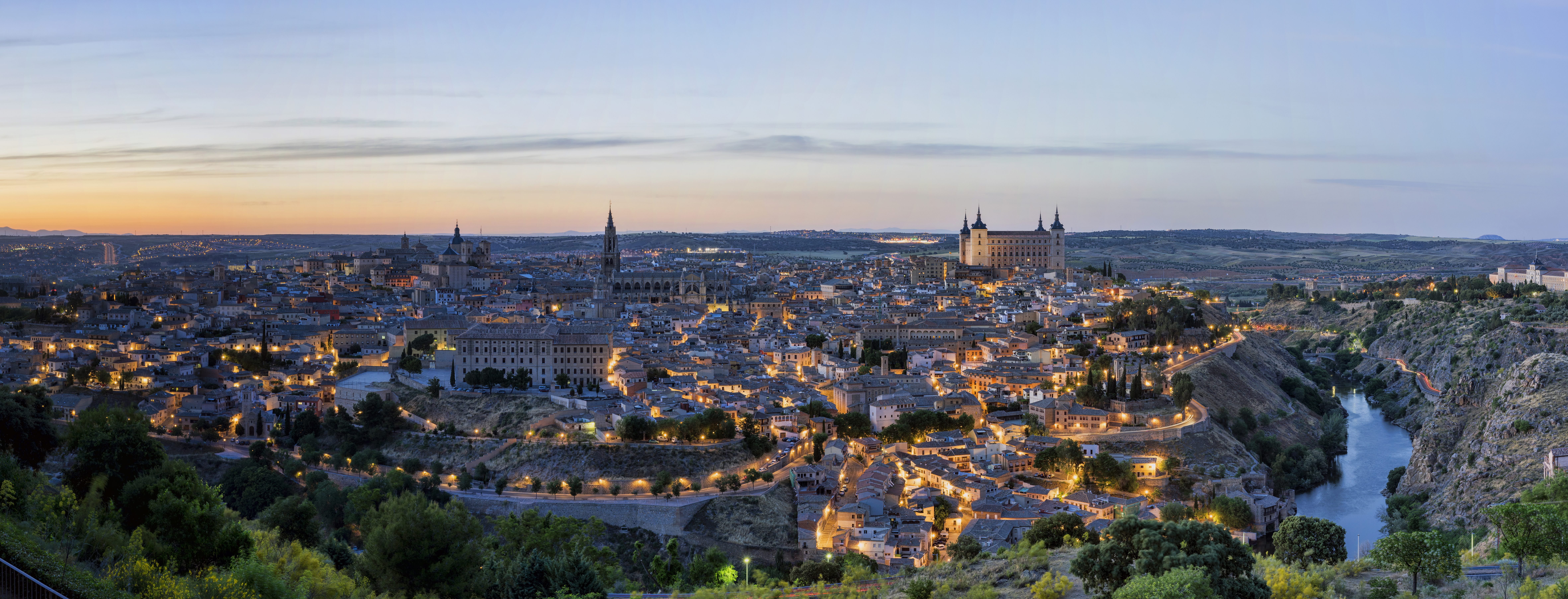
トレドの夜景とタホ川

アルト・タホ自然公園（モリナ・アルト・タホユネスコ世界ジオパーク）で南西に向きを変え、グアダラハラ県南部のマール・デ・カスティーリャ（カスティーリャの海）と呼ばれる地域に至る。マール・デ・カスティーリャはエントレペーニャス貯水池とブエンディア貯水池の総称であり、いずれもイベリア半島有数の規模を持つ貯水池である。エントレペーニャス貯水池のダム近くにはサセドンの町があり、サセドンはタホ川流域にある初めての比較的規模の大きな町である。マール・デ・カスティーリャ付近からは南東に向かってタホ＝セグラ運河が築かれ、ムルシアなどを流れて地中海に注ぐセグラ川とタホ川が結ばれている。
マール・デ・カスティーリャではグアディエーラ川を集め、マドリード州とトレド県の境界を南西に向かって流れる。マドリード首都圏の南側にはアランフエスの町があり、アランフエスは流域にある初めての都市である。アランフエスを過ぎると北方からハラマ川が合流する。ハラマ川はマドリード首都圏の東端を流れる河川であり、マドリード市街地を流れるマンサナーレス川を支流に持つ。
その後左岸からアルゴドール川を集め、流域のスペイン領部分で最大の都市トレドに至る。中世にはイベリア半島の文化的中心地だったトレドの旧市街は三方をタホ川に囲まれた場所にあり、タホ川の流れを自然の要塞として活用している。トレド周辺の中流部では灌漑や水力発電用のダムで堰きとめられている。トレドを過ぎると北方からグアダラマ川を集め、タラベーラ・デ・ラ・レイナの郊外ではやはり北方からアルベルチェ川を集める。タラベーラ・デ・ラ・レイナからスペイン＝ポルトガル国境までの流域は細長く伸びる貯水池が連続しており、アスタン貯水池、バルデカニャス貯水池、トレホン＝タホ貯水池、アルカンタラ貯水池、セディーリョ貯水池のうちで明確に「湖」の形状を有しているのはバルデカニャス貯水池のみである。トレホン＝タホ貯水池の内部ではグレドス山脈から流れてきたティエタル川を集め、アルカンタラ貯水池の内部ではアルモンテ川とアラゴン川を集める。

### ポルトガル

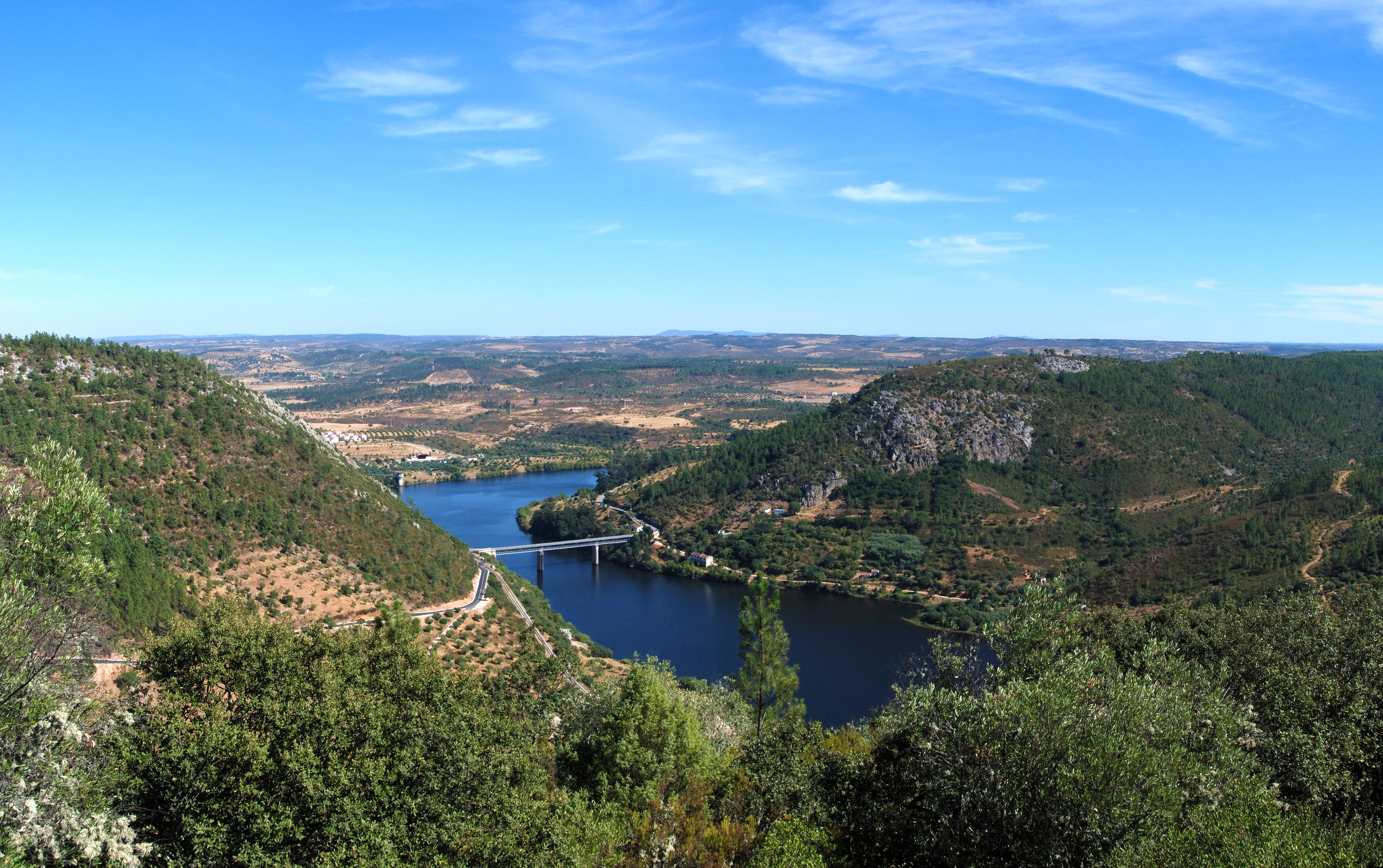
スペイン＝ポルトガル国境付近

スペイン＝ポルトガル国境を47km流れた後にポルトガル領に入るが、ポルトガル語ではテージョ川と呼ばれる。ポルトガル領に入ると南西に向きを変え、「ナチュルテジョ・ダ・メセタ・メリディオナルユネスコ世界ジオパーク」を過ぎると、テージョ川はヴィラ・ヴェーニャ・デ・ロドン、アブランテスの町を流れ、コンスタンシアではゼゼレ川を集める。エントロンカメント付近で南西に向きを変え、この町は長く伸びる河口の先端部であるとされる。河口から約130km（80mil）にあるアブランテスまでの区間は船舶が遡行可能である。
右岸のサンタレンを越えると、川幅が広がって潟湖となり、1980年にラムサール条約登録地となった。リスボン首都圏を右岸に見るテージョ川河口はテージョ川河口自然保護区に指定されている。右岸（北岸）のリスボンと左岸（南岸）のアルマダを結ぶ橋としては、ヨーロッパ有数の吊り橋である4月25日橋（旧称サラザール橋）とヴァスコ・ダ・ガマ橋が架かっており、全長17.2kmのヴァスコ・ダ・ガマ橋はヨーロッパでもっとも長い橋である。リスボン首都圏西方で大西洋に注ぐ。リスボン都市圏のテージョ川河口部は鉄鋼、造船、石油精製などの重工業が盛んであり、近年では観光業を含むサービス業も行われている。河口の入口には無人島のブージオ島があり、ブージオ灯台が建っている。
ポルトガルのテージョ川左岸部は歴史的にアレンテージョと呼ばれるが、これは「テージョ川を超えた場所」を意味する。現在のサンタレン県にほぼ相当する地域には、1936年から1976年までリバテージョ県が存在したが、これは「テージョ川の上流」を意味する。テージョ川とドウロ川はそれぞれポルトガルの大西洋岸と内陸部を結び、国内を地理的に結び付けている。テージョ川はポルトガルの領域を二分しており、テージョ川以北は山地が支配的であるが、テージョ川以南は起伏のある低地で占められている。テージョ川以北はより降水量が多く、トウモロコシ、ライムギ、ブドウなどの作物が植えられているが、テージョ川以南は乾燥して暑く、コムギ、オートムギ、コルクガシなどが植えられている。テージョ川以南では穀物は灌漑を必要とする。

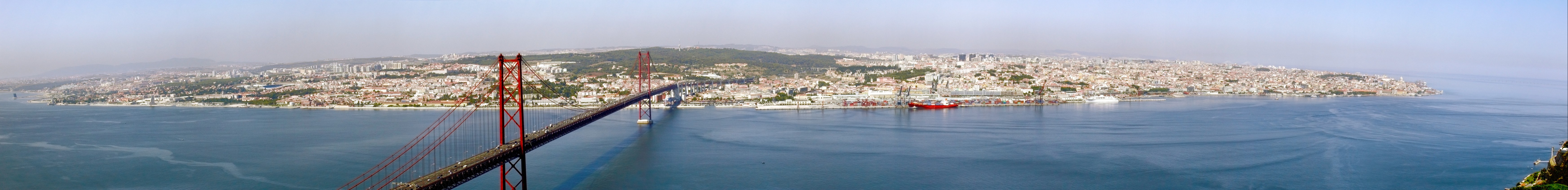
リスボン市街地

## 歴史
1996年から2001年には、タホ川/テージョ川河口でペッパー・レック（胡椒の難破船）という通称を持つノッサ・セニョーラ・ドス・マルティレス号の難破船発掘が行われた。この船は黒胡椒の貿易船であり、1606年にタホ川/テージョ川河口で難破した。岩礁と接触したことで浸水して難破したが、イベリア半島本土に近かったことから犠牲者は出なかった。1993年にはポルトガル国立考古学博物館が海底で残骸を発見し、サン・ジュリアン・ダ・バラ2世によって難破船の場所が特定された。2008年にアフリカ大陸のナミビア沖で別の難破船が発見されるまで、16世紀と17世紀初頭におけるポルトガルのインド貿易船としてはトレジャーハンターに略奪されていない唯一の船がノッサ・セニョーラ・ドス・マルティレス号だった。
タホ川/テージョ川はリスボンの入口を防衛しているため、スペイン帝国・ポルトガル帝国それぞれにとって戦略的価値の高い河川だった。例えば1587年、イギリスの海賊であるフランシス・ドレークはアンダルシア地方のカディスの襲撃に成功した後に、しばらくの間タホ川/テージョ川に近づいた。

## 文化

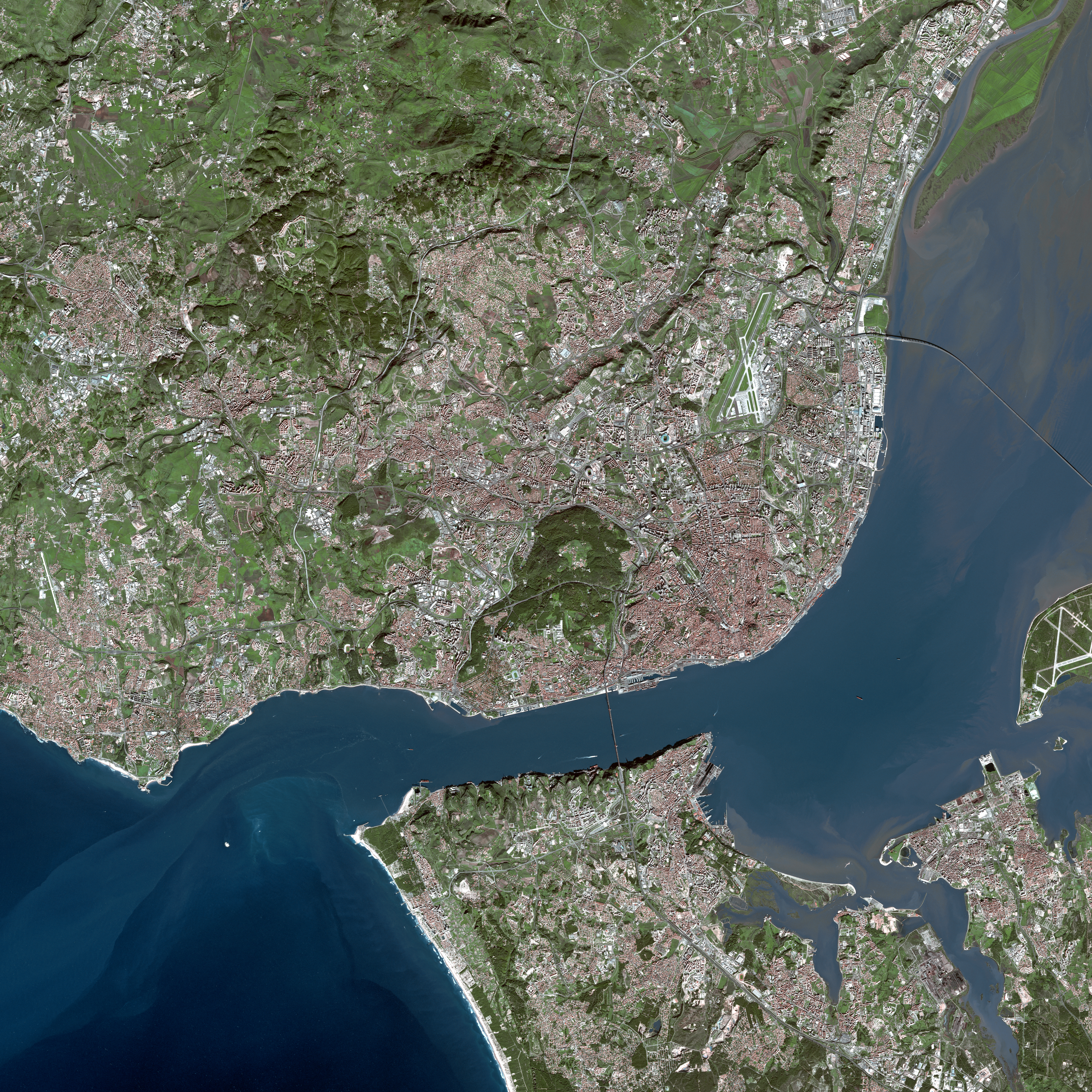
リスボン市街地とテージョ川

テージョ川はポルトガルのいくつもの歌や物語に登場する。共和政ローマの抒情詩人ガイウス・ウァレリウス・カトゥルス、帝政ローマの詩人オウィディウス、帝政ローマの風刺詩人ユウェナリスなどが作品にテージョ川の砂金を登場させている。
17世紀イギリスの詩人リチャード・クラショーの詩『Saint Mary Magdalene, or the Weeper』には、マグダラのマリアの銀の涙を望む「金の」タホ川/テージョ川が登場する。20世紀初頭のポルトガル人作家フェルナンド・ペソアは、「テージョ川は僕の村を流れる川より美しいが、テージョ川は僕の村を流れる川より美しくない」という書き出しを持つ詩を書いた。ファドには「私の髪は白くなったが、テージョ川はいまだに若々しい」という歌詞が登場する曲がある。

## 支流

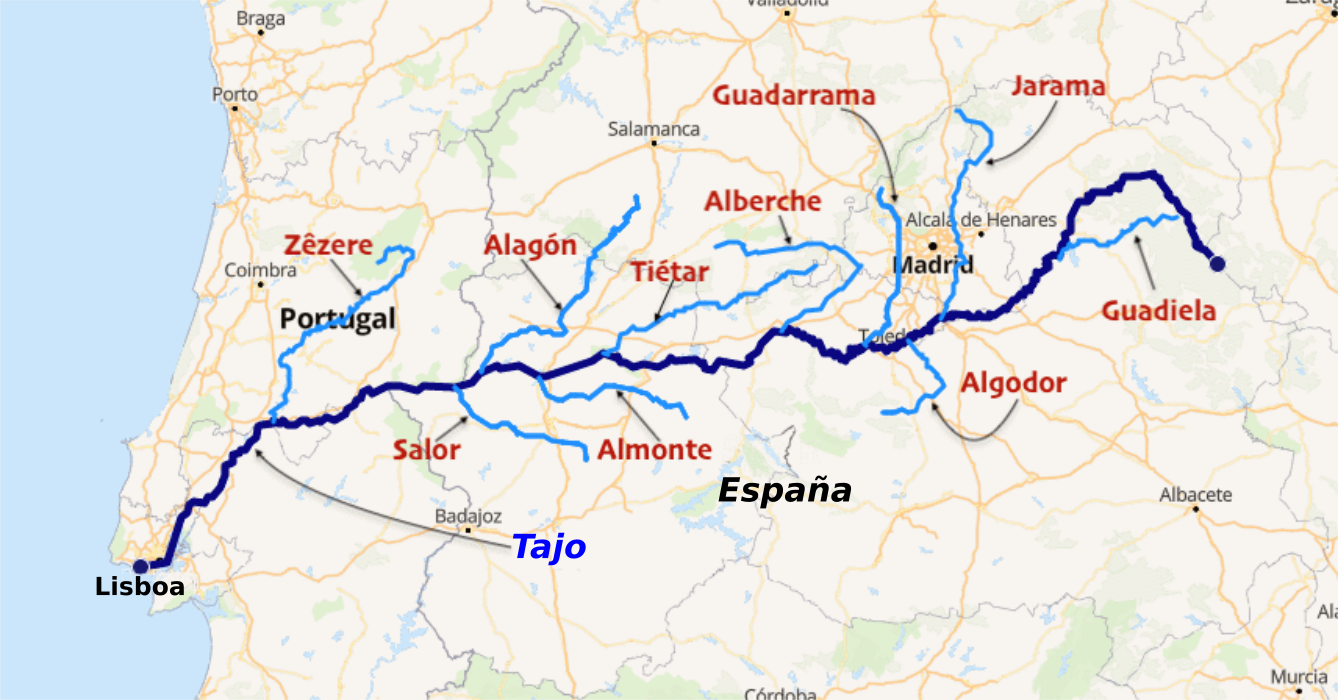
水域。スペイン首都のマドリード近郊から、ポルトガルの首都リスボンの間を繋ぐが、川の流れが速く水運としての利用は一部に限られる。

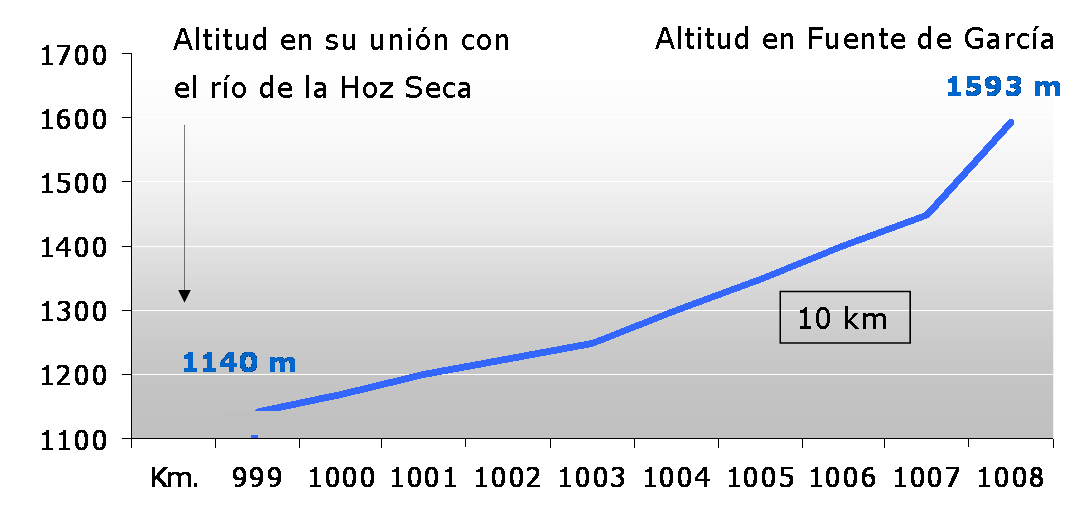
10㎞ごとの落差。落差が大きいため、60近くのダムで発電が行われる。

### 左岸（南岸）
- グアディエーラ川（英語版）
- アルゴドール川（英語版）
- ヘバロ川（英語版）
- イボール川（英語版）
- アルモンテ川（英語版）
- サロール川（英語版）
- セベール川（英語版）
- ソライア川（英語版）

### 右岸（北岸）
- ガーリョ川（英語版）
- ハラマ川
  - マンサナーレス川
- グアダラマ川（英語版）
- アルベルチェ川（英語版）
- ティエタル川（英語版）
- アラゴン川
- ゼゼレ川（英語版）